# Pacific Four Series
Pour les articles homonymes, voir Series.
La Pacific Four Series , parfois abrégé « PAC4 », est une compétition féminine internationale de rugby à XV organisée par World Rugby. Elle est disputée par quatre équipes nationales, l'Australie, le Canada, les États-Unis et la Nouvelle-Zélande. La première édition fut organisée en 2021, disputée uniquement par le Canada et les États-Unis. L'Australie et la Nouvelle-Zélande ont rejoint la compétition en 2022.

## Histoire
La Pacific Four Series fut d'abord conçu et présenté comme une compétition interrégionale devant servir de tournoi qualificatif pour les régions Océanie et Amérique du Nord pour participer au WXV prévu pour être lancé en 2023,.
La première édition, en 2021, ne fut pas jouée par l’Australie et la Nouvelle-Zélande à cause de la pandémie de Covid-19. World Rugby décida néanmoins de maintenir la compétition, comme une sorte de répétition pour l'année suivante. Les Canada et les États-Unis s'affrontèrent donc au cours de matchs aller-retour, et les Canadiennes remportèrent cette édition inaugurale.
L'année suivante, la compétition prenait le format initialement prévu, avec quatre sélections, s'affrontant en un match simple, soit un total de six rencontres par édition. Depuis la compétition est reconduite chaque année.

## Palmarès
| Année     | Vainqueur        | 2e               | 3e         | 4e         |
| --------- | ---------------- | ---------------- | ---------- | ---------- |
| 2021 (en) | Canada           | États-Unis       | —          | —          |
| 2022 (en) | Nouvelle-Zélande | Canada           | États-Unis | Australie  |
| 2023 (en) | Nouvelle-Zélande | Canada           | Australie  | États-Unis |
| 2024      | Canada           | Nouvelle-Zélande | États-Unis | Australie  |
| 2025      | Nouvelle-Zélande | Canada           | Australie  | États-Unis |